# مجموعة شبه مستقرة

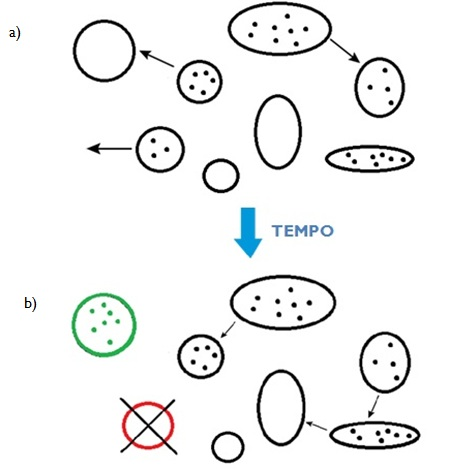

المجموعات شبه المستقرة (بالإنجليزية: Metapopulation)، هي عبارة عن مجموعة من المجموعات المنفصلة مكانيًا من نفس الأنواع التي تتفاعل على مستوى ما. وقد صاغ ريتشارد ليفينز المصطلح في عام 1969 لوصف نموذج لديناميكيات السكان من الآفات الحشرية في الحقول الزراعية، ولكن تم تطبيق الفكرة على نطاق واسع على الأنواع في الموائل المجزأة بشكل طبيعي أو اصطناعي.
تعتبر هذه المجموعات عمومًا مكونة من عدة مجموعات سكانية متميزة جنبًا إلى جنب مع مناطق الموائل المناسبة غير المشغولة حاليًا. في نظرية التأقلمة الكلاسيكية، يقوم كل مجتمع بالدورات في الاستقلال النسبي للسكان الآخرين وينقرض في نهاية المطاف نتيجة العشوائية الديموغرافية (التقلبات في حجم السكان بسبب الأحداث الديموغرافية العشوائية).
على الرغم من أن السكان لديهم فترات حياة محدودة، إلا أن المجموعة ككل مستقرة غالبًا لأن المهاجرين من مجموعة سكانية واحدة (والتي قد تشهد على سبيل المثال ازدهارًا سكانيًا) من المرجح أن يعيدوا استعمار الموائل التي تركتها مفتوحة بسبب الانقراض من سكان آخرين. بتعبير آخر تكون سلسلة من مجموعات سكنية محلية مترابطة من خلال الانقراض وإعادة الاستعمار.
أكد تطوير المجموعة على أهمية الاتصال بين مجموعات السكان التي تبدو معزولة. على الرغم من أنه قد لا تكون هناك مجموعة واحدة قادرة على ضمان بقاء نوع معين على المدى الطويل، فقد يكون التأثير المشترك للعديد من المجموعات قادرًا على القيام بذلك.
تم تطوير المجموعات شبه المستقرة لأول مرة للنظم البيئية الأرضية، ثم تم تطبيقها لاحقًا على المجال البحري.
عالم الأحياء الفنلندي إلكا هانسكي من جامعة هلسنكي كانت مساهمًا مهمًا في نظرية المجموعة شبه المستقرة.